# Alejandro Guzmán
Alejandro Guzmán, né le 8 décembre 1945, à Durango, au Mexique, est un ancien joueur mexicain de basket-ball.

## Palmarès
- Finaliste des Jeux panaméricains de 1967